# Emausaure
L'emausaure (Emausaurus) és un gènere de dinosaure que visqué al Juràssic inferior. Les seves restes fòssils foren trobades a Alemanya. Fou un parent primitiu de l'estegosaure i, com aquest, era herbívor. Basant-se en les descripcions del crani, és possible que l'emausaure fos similar, però més petit, que Huayangosaurus.
L'espècimen tipus, Emausaurus ernsti, fou establert per Haubold l'any 1991.